# Paradora
Paradora es un género de escarabajos de la familia Buprestidae.

## Especies
- Paradora corinthia (Fairmaire, 1901)
- Paradora impetiginosa (Gory, 1841)
- Paradora pumicata (Klug, 1833)
- Paradora saxosicollis (Fairmaire, 1897)
- Paradora zonata (Kerremans, 1899)